# Il giuramento di Timur
Il giuramento di Timur (Клятва Тимура) è un film del 1942 diretto da Lev Vladimirovič Kulešov.